# Дуламрагчаагийн Жавзандорж
Дуламрагчаагийн Жавзандорж (монг. Дуламрагчаагийн Жавзандорж, род. 1980, Баруун-Урт Сухэ-Батор, МНР —  с 2023 года хамбо-лама монастыря Гандантэгченлин, глава Ассоциации буддистов Монголии.

## Биография
Д. Жавцандорж родился в 1980 году в городе Баруун-Урт Сухэ-Баторского аймака МНР. В 1991 году поступил на обучение в храм Эрдэнэмандал Сухэ-Баторского аймака, впоследствии продолжил обучение в улан-баторском храме Дашчойлин, где специализировался на буддийской философии. С 1998 по 2005 год беспрерывно проходил обучение в Гоман-дацане монастыря Дрепунг в Индии, а после возвращения в Монголию ещё несколько раз возвращался в Гоман для углубления образования. В 2018 году защитил степень геше-лхарампы, став первым монголом, получившим этот титул со времён Народной революции.
С 2019 года занимался религиозной деятельностью в Монголии, заслужив в народной среде почётное именование «Монгольский учитель» (Монгол багш). 1 ноября 2023 года был избран на должность нового хамбо-ламы Гандантэгченлина и главы Ассоциации буддистов Монголии, сменив Д. Чойжамца, ушедшего с поста по собственному желанию.